# Mob (videojuego)
Un mob es una criatura controlada por la máquina, un personaje no jugador (PNJ) común en los MMORPG o MUD. Su nombre viene del inglés mobile.

## Propósito
Es necesario matar a estas criaturas llamadas mobs para obtener puntos de experiencia, dinero, objetos o completar misiones. Al modo de juego en el que los jugadores se enfrentan a las criaturas llamadas mobs se le conoce como jugador contra entorno (JcE en español y PvE en inglés).Aunque a veces, algunos mobs resultan útiles para alguna cosa y a estos no hay que matarlos. A veces, es necesario hasta protegerlos. (Ejemplo: Aldeano de Minecraft)

## Origen y utilización
El término "mob" proviene del sustantivo inglés "mobile", que lo empezó a utilizar Richard Bartle para designar a las entidades de su juego, MUD1. Hoy en día el término está globalizado a otros MMORPG y juegos como Minecraft. El término también se considera una abreviatura acrónima para "monstruo o bestia", pero no tiene nada que ver con su origen real.